# Amalrico I de Narbona
Amalrico I de Narbona (em francês: Amalric Ier) foi um governante de Narbona com origem na Casa de Lara que governou o viscondado de Narbona entre 1239 e 1270. O seu governo foi antecedido pelo de Emérico III de Narbona e foi seguido pelo de Emérico IV de Narbona. 